# Рор (Тюрингия)
Рор (нем. Rohr) — община в Германии, в земле Тюрингия.
Входит в состав района Шмалькальден-Майнинген. Подчиняется управлению Дольмар. Население составляет 986 человек (на 31 декабря 2010 года). Занимает площадь 13,96 км².

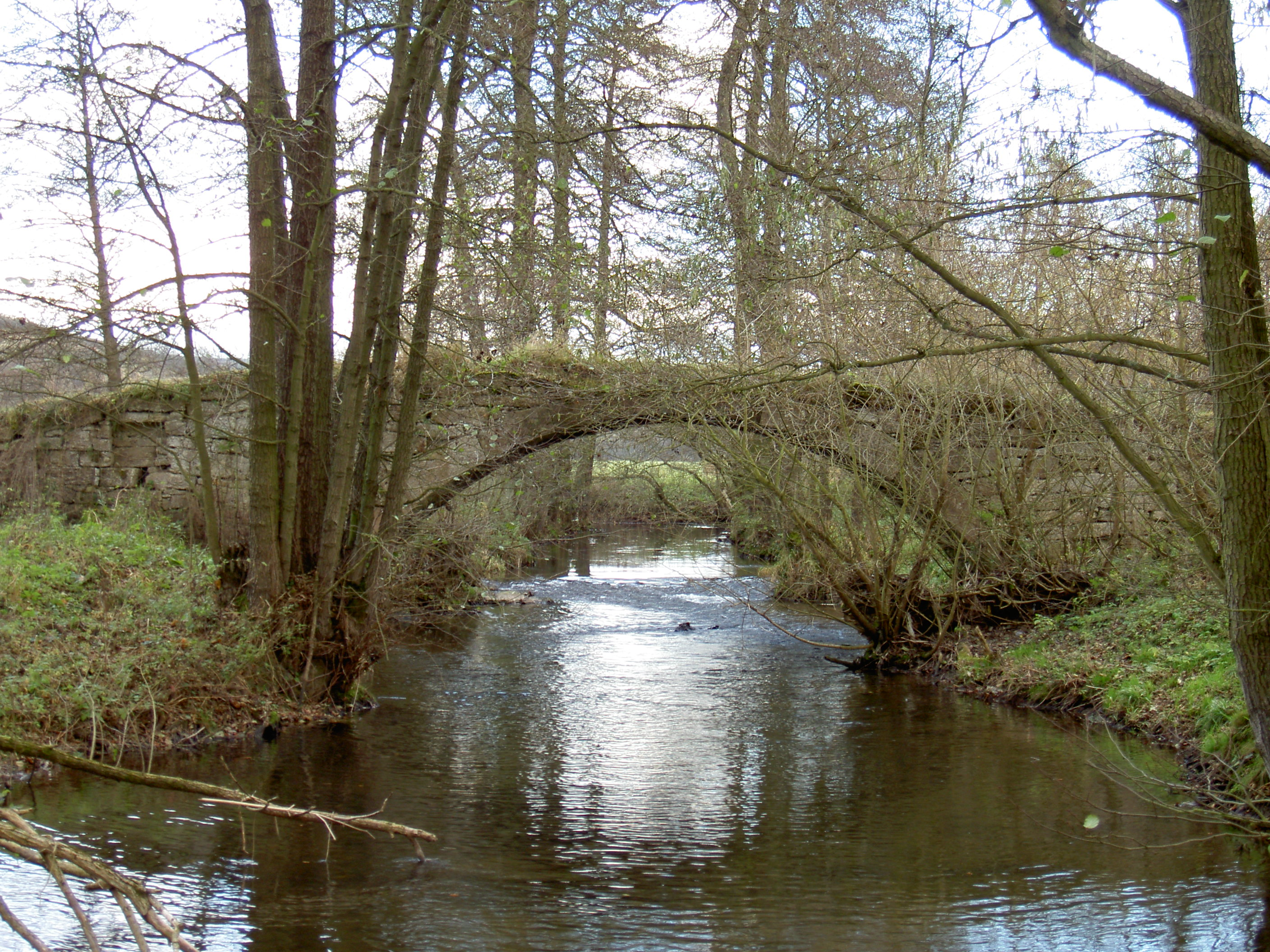
Рор